# Frans Carl Preumayr
Frans Carl Preumayr (également orthographié Preuijmeijer) (né en 1782 à Ehrenbreitstein, mort en 1853 à Stockholm), est un musicien, bassoniste et chef d'orchestre de musique militaire allemand, principalement actif en Suède.

## Biographie
Preumayr, qui, à partir de 1811, était membre du Kungliga Hovkapellet (orchestre de la Cour royale) de Stockholm, et a été décrit par le compositeur et chef d'orchestre contemporain Jacob Niclas Ahlström comme "le plus grand virtuose du basson qui ait jamais existé en Suède", ajoutant qu'il suscitait également l'admiration lors de représentations dans d'autres pays (il a donné des concerts en France, Allemagne et Angleterre). En Suède, il a été honoré, entre autres, en devenant membre de l'Académie royale de musique, de l'Ordre de Vasa et finalement d'une pension royale. Grâce à elle, il a pu prendre sa retraite du service de la chapelle de la Cour. Cependant, jusqu'à sa mort, il a continué à travailler en tant que musicien militaire à une échelle plus réduite avec la Upplands dragonmusik et le Régiment Kalmar (sv). Auparavant, il avait également été directeur musical au Premier régiment de Livgrenadiers (sv) et dans le corps de musique de la Svea Livgarde (sv). À l'occasion d'un grand exercice militaire à Ladugårdsgärde (sv) en 1843, Preumayr dirigea un orchestre assemblé de pas moins de 598 musiciens militaires dans une première exécution d'une marche composée pour la Svea Livgarde par le Prince héritier Oscar Ier. Il a également été le chef du chœur vocal du Par Bricole (en) en 1832-1853.
La femme de Preumayr, Sofia, était la fille de son collègue musicien plus âgé, le clarinettiste et compositeur Bernhard Henrik Crusell, et avec le corniste Johann Michael Friedrich Hirschfeld (sv), Crusell et Preumayr ont été décrits comme « l'épine dorsale des musiciens à vent de la chapelle de la Cour » au début du 19e siècle. Preumayr a également arrangé certaines des compositions de son beau-père, notamment son concerto pour cor en fa majeur.
Les deux frères de Frans Preumayr, Conrad et Carl, étaient également bassonistes au Hovkapellet, bien que ce dernier ait également travaillé comme violoncelliste et comme chanteur d'opéra et acteur.

## Œuvres musicales
- 4 opus[4] :
  - Marche en fa majeur pour piano[4]
  - Marche de deuil en do mineur pour piano[4].
  - Variations pour trompette chromatique. Exécuté en octobre 1805[4].
  - Pièces pour la musique turque[4]